# Study circles
Study circle (čtěte [stady sérkl]), německy der Studienzirkel – studijní kroužek, je malá skupina lidí, kteří se scházejí po určitou dobu na základě nějakého společného zájmu nebo za účelem diskuse o nějaké, třeba i sporné záležitosti.

## Podstata a smysl studijních kroužků
Nejběžnější formou jejich práce je analýza např. společenských, politických nebo sociálních problémů a jejich řešení. Tématem může být jakákoli záležitost počínaje politikou až po volnočasové aktivity, obvykle se odvíjí z aktuální potřeby studijní skupiny. Od klubů se SC (study circles) liší spíše svým zaměřením nebo postojem členů ke zkoumanému tématu než samotnou organizací.
V západní Evropě se vytváří dokonce projekty, jejichž cílem je vytvoření nadnárodní sítě studijních kroužků pro otázky evropské demokracie, které mohou být obsahovým posílením iniciativ evropských občanů prostřednictvím vzdělávání dospělých a „europeizaci“ tohoto vzdělávání politickými iniciativami. Jde o pokusy spojit zkušenosti a výsledky evropských programů Grundtvig, Comenius. Cílem akce, jakou bylo "Partnerství s občanskou společností " v Německu, bylo "... vytvořit nové formy činnosti v oblasti občanské výchovy, které umožní protagonistům evropské politiky vstoupit do kontaktu s odborníky, kteří mají praktické zkušenosti s osvědčenými formami vzdělávání dospělých..."
Nicméně v roce 2001 jedna studie Staffana Larsona dospěla k závěru, že „… účast v studijních kroužcích byla sice uspokojivá, ale při řešení konkrétních problémů byly kroužky jen částečně úspěšné, neboť jejich schopnost ovlivňovat společenské dění je slabý…“
Kroužky nevede žádný lektor ani učitel, ale jeden z členů, který obvykle funguje jako prostředník - moderátor, který dohlíží na to, aby diskuse byla plynulá a neodbočovala od tématu, a aby každý účastník dostal dostatečný prostor vyjádřit svůj názor. Jako podpůrné prostředky argumentace se v diskusi často používají různé textové dokumenty a audiovizuální pomůcky.
Studijní kroužky mohou mít různé úrovně – základní, střední i pokročilou, ale mohou mít i různé mezistupně. Mohou být financovány nebo podporovány vládními nebo obecními úřady, ale pak mají konkrétní zaměření – vytvářet či ovlivňovat mínění nebo průběh nějakého jednání i návrhy postupu v dané věci. Mohou být však i zcela nezávislé a soběstačné, které pak existují jen pro zábavu a potěchu členů, nebo je jejich existence motivována získáváním a zvyšováním jejich znalostí.
Neexistuje žádný předepsaný způsob, jak vytvářet studijní kroužky.
Metodika je však jednoduchá, protože je adekvátní jejich účelu – zda jednání je zaměřeno na hlubší porozumění věci nebo zda jde o zvážení volby alternativ a rozhodování o doporučeních, která vedou k činům, anebo má za cíl akademické studie.
Studijní kroužky umožňují rozčlenit komplexní témata do menších, zvládnutelných částí. Jedno setkání členů může např. vést k smysluplnému a produktivnímu dialogu, ale studijní kroužky obvykle vyžadují více sezení, aby se daná otázka prozkoumala vyčerpávajícím způsobem.

## Historie a vývoj
Termín „akademické kroužky“ pochází zřejmě ze systému islámského právního vzdělávání Madrasa, kdy studenti „seděli v kruhu kolem profesora“ . Později se tento koncept používal i v středověkém univerzitním systému v Evropě.
Koncepce studijních kroužků se ve Švédsku později vyvíjela společně se zavedením povinné školní docházky na počátku 19. století a byla provázena velkým zájmem negramotných dospělých. Díky neformálnímu vzdělávání na lidových středních školách, jakými byly školy Nikolaie Grundtviga, i vzdělávání v studijních kroužcích byl nalezen způsob, jak vyřešit problémy negramotnosti a pozvednout vzdělanost obyvatelstva.
Studijní kroužky dnes mají ve Švédsku širokou vnitrostátní podporu. Národní vzdělávací asociace obdrží každoročně dotace od federální vlády a spolupracuje s lidovými vysokými školami (Volkshochschule), podněcuje krátkodobé univerzitní kurzy, dálkové studium a distanční vzdělávání, které umožňuje občanům lépe chápat společenské a národní problémy a ve větší míře se podílet na jejich řešení.

## Švédský model v USA a Austrálii
Švédský model studijních kroužků byl úspěšně transplantován i do americké kultury a uplatnil se především ve Fóru národních problémů, které bylo sponzorovala Domácí Politická Associace v Daytonu, Ohio, a v programu Studijního kroužku Zedníků a přidružených řemeslníků, který začal působit v roce 1986.
Dnes, s růstem internetu, virtuální studijní kroužky jsou sice velmi dobře možné, ale původní model komunikace „face-to-face“, tváří v tvář, a interakce s reálným světem, nikoli virtuálním, si zachovává svou přitažlivost.
Studijní kroužky se dají rovněž využít v zaměstnání jako projev procesu změn a vývoje v rámci dané společnosti.
Některé myšlenky a koncepty studijních kroužků v rámci jedné konkrétní komunity je možné použít pro různé vnitřní záležitosti, jako je rozmanitost a vztahy mezi rasami, i pro stanovení zaměření dané komunity.
Studijní kroužky se využívaly ve velkém rozsahu např. v Austrálii po dobu několika let s cílem zaangažovat občany v tak rozdílných otázkách, jako bylo usmíření mezi domorodými a „nepůvodními“ Australany nebo řešení ekologické katastrofy – šíření modro-zelených řas do říčního systému země. Při vzdělávání dospělých Austrálie se prosadilo využití studijních kroužků na dobu mnoha let. V poslední době se síť australských studijních kroužků stala hlavním zdrojem studia pro odborníky v této oblasti. Duchovním otcem této formy vzdělávání je Nikolaj Frederik Severin Grundtvig